# Стефано Аккорсі
Стефано Аккорсі (італ. Stefano Accorsi; нар. 2 березня 1971, Болонья) — італійський актор.

## Біографія
Стефано Леліо Беньяміно Аккорсі народився 2 березня 1971 року у місті Болонья, провінція Болонья. Закінчив Болонську театральну школу у 1993 році, виступав у театрі протягом декількох років до початку зйомок у кіно. Став популярним в Італії після участі в рекламному ролику морозива, де висловлювався на «італо-англійському».
У 1995 році він грав провідну роль у фільмі «Джек Фрушанте покинув групу» (Jack Frusciante è uscito dal gruppo), один з його найвідоміших фільмів.
У 1998 році він працював з Даніеле Лучетті у картині «Маленькі вчителі» (Piccoli maestri, I), яка змагалася за Золотого Лева на Венеційському міжнародному кінофестивалі. У тому ж році він завоював три премії за роль музиканта в «Radiofreccia» режисера Лучано Ліґабуе, в тому числі премію «Давид ді Донателло» за найкращу чоловічу роль.
У 2001 році Стефано грав провідну роль у фільмі режисера Ферзана Озпетека «Феєрія нерозуміння» (Le Fate Ignoranti), який був у конкурсі в 2001 році на Берлінському міжнародному кінофестивалі. Цей фільм мав значний успіх в Італії і в Туреччині, і Аккорсі, який грав роль гомосексуала, отримав три нагороди за свою гру.
Член журі МКФ у Венеції в 2003 році. Потім Аккорсі грав головну роль у ТВ-фільмі «Юні роки Казанови» (Giovane Casanova, Il) Джакомо Батьято. 
За наступний фільм «Подорож за покликом кохання» (Viaggio chiamato amore, Un), що брав участь у Венеційському міжнародному кінофестивалі 2002 року, він виграв Кубок Вольпі за найкращу чоловічу роль, зігравши італійського поета Діно Кампана.

## Особисте життя
У 2003—2013 роках перебував у стосунках з французькою моделлю і акторкою Летицією Каста. У пари народилися двоє дітей —  син Орландо (24 вересня 2006) та дочка Афіна (30 серпня 2009).
24 листопада 2015 року одружився з акторкою Б'янкою Віталі. 12 квітня 2017 року у подружжя народився син Лоренцо. 28 серпня 2020 року народився їхній другий син Альберто.

## Фільмографія
| Рік  | Фільм                       | Оригінальна назва                   | Роль                   |
| ---- | --------------------------- | ----------------------------------- | ---------------------- |
| 1991 | Брати і сестри              | Fratelli e sorelle                  | Маттео                 |
| 1992 | Місце                       | Un posto                            | Антоніо                |
| 1996 | Джек Фрушанте покинув групу | Jack Frusciante è uscito dal gruppo | Алекс                  |
| 1996 | Весна на велосипеді         | Vesna va veloce                     |                        |
| 1996 | Моє покоління               | La Mia generazione                  | Карабінер Бонолі       |
| 1997 | Добре                       | Naja                                | Тоніно                 |
| 1998 | Маленькі вчителя            | I Piccoli maestri                   | Гігі                   |
| 1998 | Радіострілка                | Radiofreccia                        | Іван «Стрілка» Бенассі |
| 1999 | Завтра зроблено вчора       | Ormai è fatta!                      | Хорст Фантазінні       |
| 1999 | Хороша людина               | Un Uomo perbene                     | Рафаель Делла Валлє    |
| 2000 | Капітани квітня             | Capitaines d'Avril                  | Майя                   |
| 2001 | Кімната сина                | Giovanni                            | Томассао, пацієнт      |
| 2001 | Останній поцілунок          | L'ultimo bacio                      | Карло                  |
| 2001 | Таблоїд                     | Tabloid                             | Лоренцо                |
| 2001 | Тільки один поцілунок       | Juste un Baiser                     |                        |
| 2001 | Феєрія нерозуміння          | Fate ignoranti, Le                  | Мікель                 |
| 2002 | Подорож за покликом кохання | Un Viaggio chiamato amore           | Діно Кампана           |
| 2002 | Юні роки Казанови           | Il Giovane Casanova                 | Джакомо Казанова       |
| 2004 | Любов, що повертається      | L'amore ritrovato                   | Джованні               |
| 2004 | Ти скрізь                   | Ovunque sei                         | Маттео                 |
| 2005 | Кримінальний роман          | Romanzo criminale                   | Комісар Нікола Шалойя  |
| 2005 | Механічна провінція         | Provincia meccanica                 | Марко                  |
| 2006 | Тигрові загони              | Brigades du Tigre, Les              | Інспектор Біанчі       |
| 2006 | Брак Фіделя                 | La faute à Fidel!                   | Фернандо-де-Ла-Меса    |
| 2007 | Давай поцілуємося           | Un baiser s'il vous plaît           | Клаудіо                |
| 2007 | Два світи                   | Deux mondes, Les                    | Антоніо Геллер         |
| 2007 | Сатурн проти                | Saturno contro                      | Антоніо Понтечіллі     |
| 2008 | Дівчина і вовки             | La Jeune fille et les loups         | Джузеппе               |
| 2009 | Я не кажу, що «ні»          | Je ne dis pas non                   | Маттео                 |
| 2010 | Поцілуй мене ще раз         | Baciami ancora                      | Карло                  |
| 2010 | Ми троє                     | Nous trois                          | Філліпе Мартін         |
| 2011 | Легке життя                 | La vita facile                      | Лука Манзі             |
| 2011 | Всі сонця                   | Tous les soleils                    | Алессандро             |
| 2011 | Іржа                        | Ruggine                             | Сандро                 |
| 2013 | Одна подорож                | Viaggio sola                        | Андреа                 |
| 2013 | Суддя                       | L'arbitro                           | суддя Кручані          |
| 2014 | Наша земля                  | La nostra terra                     | Філіппо                |
| 2016 | Швидка, як вітер            | Veloce come il vento                | Лоріс де Мартіно       |
| 2017 | Фортуната                   | Fortunata                           | Патріціо               |

## Нагороди та номінації
- 2017 — Премія «Давид ді Донателло» за роль у фільмі «Veloce come il vento»
- 2016 — Премія «FICE — Federazione Italiana Cinema d'Essai» за найкращу чоловічу роль за роль у фільмі «Veloce come il vento»
- 2016 — Премія «Срібна стрічка» «Італійського національного синдикату кіножурналістів» за найкращу чоловічу роль за роль у фільмі «Veloce come il vento»
- 2007 — Премія «Diamanti al Cinema», Італія — за роль у фільмі «Сатурн проти»(2007)[4]
- 2002 — Кубок Вольпі за найкращу чоловічу роль Венеційського кінофестивалю за роль у фільмі «Подорож за покликом кохання»[5]
- 2001 — премія «Золота хлопавка» та премія «Італійського національного синдикату кіножурналістів» за роль у фільмі «Феєрія нерозуміння»
- 1999 — Премія «Давид ді Донателло» за роль у фільмі «Radiofreccia».